# 활모양 충격파

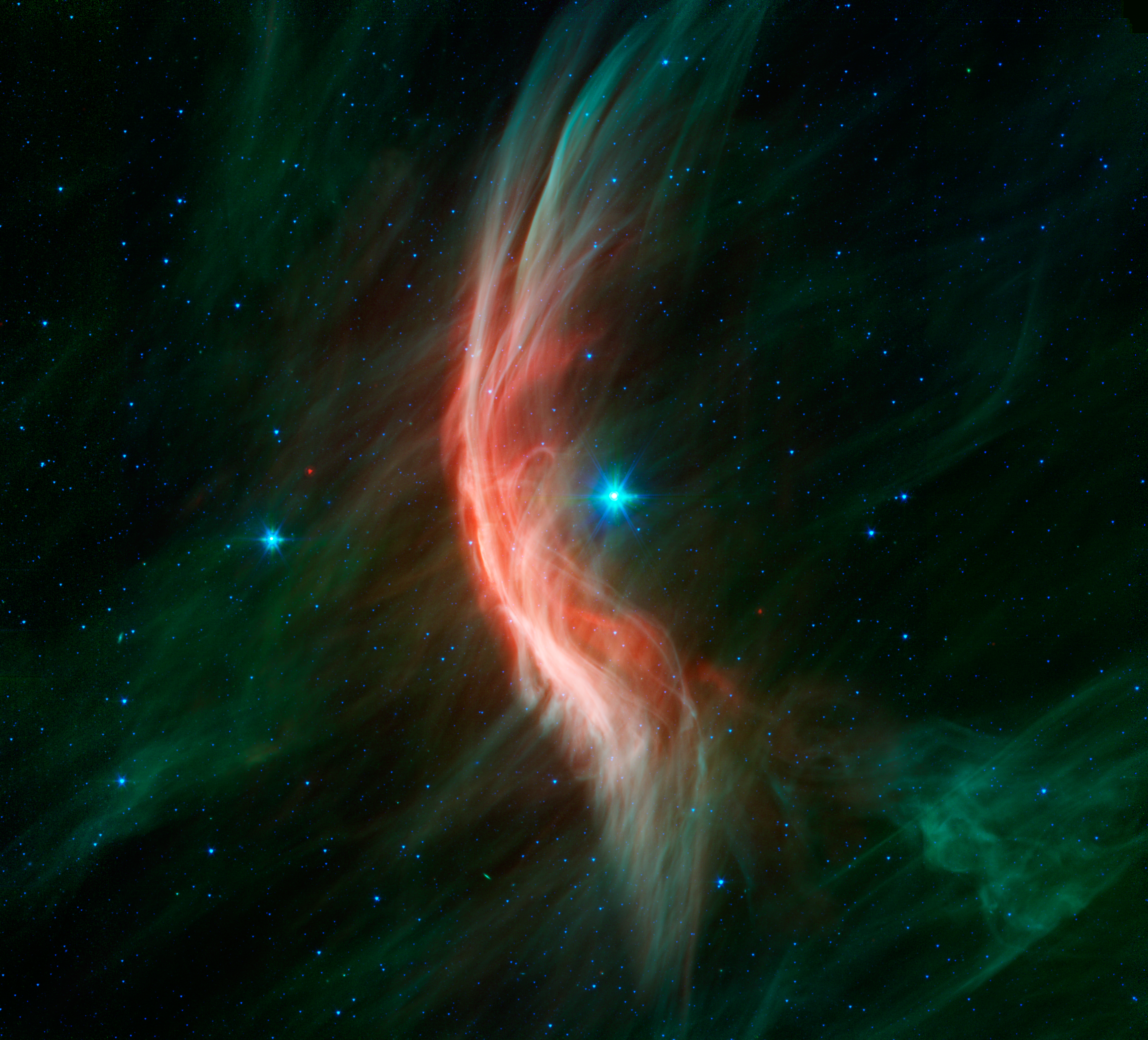
땅꾼자리 제타 주변의 활모양 충격파. (스피처 우주 망원경으로 촬영)

활모양 충격파(Bow Shock)는 태양풍이 행성간 공간에서 행성의 자기권이나 이온층과 부딪힐 때 발생하는 충격파의 일종으로, 초음속으로 비행하는 비행기의 앞부분에 생기는 충격파와 비슷한 원리로 발생된다. 비행기의 경우 매질이 중성 기체이기 때문에 음속이 충격파 발생의 기준이 되지만, 태양풍은 플라즈마 상태이기 때문에 세 종류의 자기 음향파의 속도 (고속, 알펜파, 저속)가 그 기준이 된다. 보통 태양풍은 고속 자기음향파의 속도보다 빨리 움직이므로, 지구를 포함하는 대부분의 행성에는 고속 자기음향파 충격이 형성된다.
활모양 충격파는 충격파 앞과 뒤의 매질의 상태를 크게 바꿔 놓는다. 이것은 활모양 충격파의 경우도 마찬가지로, 활모양충격파를 지나고 난 태양풍은 속도가 줄어들 뿐 아니라 밀도와 온도가 크게 증가한다. 또한 행성간 자기장의 세기도 활모양충격파를 지난 후 크게 증가한다(빠른 자기 충격파의 특징). 특이한 점은, 태양풍은 밀도가 매우 낮기 때문에 (보통 1 cc 당 10 개 미만의 입자) 입자들 간의 충돌이 거의 발생하지 않는데, 이런 경우 열중성자화(thermalization) 현상을 설명하기 힘들다. 이 문제는 지금도 계속 연구 중에 있으며, 지금까지 알려진 바로는 충격파 경계에서 발생하는 플라즈마 파동과 플라즈마 입자의 상호 작용에 의해 열 중성자화가 일어난다고 보고 있다.
태양이 성간 매질 내부에서 이동할 때에도, 그림에서 보듯이 활모양 충격파를 형성한다는 추측이 존재했다. 만약 성간매질이 태양을 향해 초음속으로 이동한다면 발생할 것이다. 즉, 성간 매질은 태양쪽으로 초음속으로 움직이며, 이와는 반대로 태양풍은 태양 반대편으로 초음속으로 움직여서 서로 충돌한다는 것이다. 이 과정에서 성간매질이 아음속이 되는 지점이 활모양충격파 지점이다. 반면, 태양풍의 압력과 성간매질의 압력이 평형을 이루는 지점은 태양권 계면이며, 태양풍이 아음속이 되는 지점은 말단충격이다. 미국 항공 우주국의 로버트 네미로프(Robert Nemiroff)와 제리 본넬(Jerry Bonnell)에 따르면, 태양계의 활모양충격파는 태양으로부터 대략 230 천문단위에 위치할 것이라고 계산되었다.
태양에 대한 성간 매질의 상대 속도는, 탐사선 율리시스가 수집한 데이터에 따라 26.3km/s로 계산되었다. 그러나 2012년 성간 경계 탐사 위성(IBEX)에서 수집된 데이터를 분석한 결과, 이보다 느린 23.2km/s 임이 밝혀졌다. 이에 따라 태양계에는 활모양 충격파가 존재하지 않는 것으로 추정된다.

## 같이 보기
- 충격파
- 태양권덮개
- 돛자리 X-1
- 페르미 유체

## 참고 문헌
- Kivelson MG, Russell CT. 1995.  Introduction to Space Physics . Cambridge University Press. (p. 129)
- Cravens, TE. 1997. Physics of Solar System Plasmas. Cambridge University Press. (p. 142)